# Lila Lili
Pour plus de détails, voir Fiche technique et Distribution.
Lila Lili est un film français réalisé par Marie Vermillard et sorti en  1999.
Le film a été présenté au Festival de Berlin 1999, section Forum international du nouveau cinéma.

## Synopsis
Une jeune femme enceinte est accueillie dans un foyer. Pendant sa grossesse, elle observe le monde qui l'entoure, en cherchant une raison d'espérer. Silencieuse, elle ouvre les yeux sur les moments de grâce qui se déroulent autour d'elle. 
Voici comment Jacques Bablon le co-scénariste résume le film :  
Lila Lili :  L'histoire se passe de nos jours. Avec des gens comme tout le monde. Des gens qui font ce qu'ils ont à faire. Dans le film il y a des histoires d'amour. À cause de Nadège qui aime comme elle respire. Elle aime Claude, l'amour va vite, elle va aimer Simon. Simon change la donne. Simon l’œil noir, le poil dru, mystérieux.  Mais il n'y a pas que l'amour dans la vie. Il y a aussi ceux qui aimeraient comprendre. Qui aimeraient comprendre pourquoi les plantes vertes crèvent quand on les change de place, pourquoi y a plus d'hommes qui ont peur des femmes que de pêcheurs à la ligne. Y en a d'autres qui croient. Qui croient au miracle, que Francis Cabrel peut faire quelque chose pour eux, qu'on peut pas aimer tout le monde, que trois buts ça se remonte, qu'on a jamais intérêt à passer pour celui qui baise pas. Il y a des gens qui ne savent pas. Qui ne savent pas s'il faut croire au hasard, qu'il faut jouer pique quand on demande du pique, qui ne savent pas où est passé leur papa. Et il y a ceux qui se demandent. Qui se demandent si ça vaut le coup de préserver l'espèce, si l'aiguille va trouver la veine, si le jeu en vaut la chandelle.
Et puis il y a Micheline, surtout Micheline par qui toute l'histoire arrive, qui ne perd rien du spectacle, qui voit les coulisses et les détails. Micheline qui attend un bébé. « Est ce que je le garde ? » Elle ne se demande pas si elle a envie d'être maman, si les vents sont favorables, si l'avenir va virer au rose, juste si elle va le garder. La vie ? Pas la vie ?  La réponse, elle vient toute seule, au fil des jours. On vit parce qu'on sait comment faire, même les yeux fermés. Vivre ça ne s'oublie pas, c'est comme le vélo. On vit. Micheline sait que la vie c'est n¹importe quoi, drôle, ridicule, à chier, à chialer, pas juste, que ça mord, que ça caresse, que ça tue. Mais Micheline sent que la vie tient du miracle. Micheline suit son instinct. Va pour le miracle.

## Fiche technique
- Réalisation : Marie Vermillard
- Scénario : Jacques Bablon, Marie Vermillard
- Scripte : Edmée Doroszlai
- Image : Pascal Lagriffoul
- Musique : Cyril Moisson
- Montage : Valérie Loiseleux
- Producteur : Paulo Branco
- Sociétés de production :  
La Sept Cinéma France Cinéma, Gémini Films,
- Durée : 105 minutes
- Date de sortie : 6 janvier 1999

## Distribution
- Alexia Monduit : Micheline
- Geneviève Tenne : Nadège
- Simon Abkarian : Simon
- Zinedine Soualem : Alain
- Antoine Chappey : Claude
- Adèle Blé : Victoria
- Nathalie Moraux : Katia
- Josuée Belorgane : Salomé
- Aurélia Petit : Marie Lorraine
- Cédric Klapisch : L'épicier
- Renée Le Calm[2]

## Réception critique
Pour les Inrocks, la réalisatrice « construit de beaux moments de cinéma avec trois fois rien ».